# Georges Six
 (avril 2018).
Pour les articles homonymes, voir Six (homonymie).
Georges Six (en flamand: Joris Six), né à Vlamertinge en Belgique le 20 octobre 1887 et décédé à Bruxelles le 22 novembre 1952, est un prêtre religieux scheutiste belge, vicaire apostolique de Léopoldville au Congo Belge (aujourd'hui République démocratique du Congo) de 1934 à sa mort.

## Biographie

### Jeunesse
Son père Cyriel Hendrik Six (né le 25 décembre 1855) était un marchand de lin et de céréales et négociant en légumineuses à Vlamertinge. Le 28 septembre 1886, il épousa Marie-Louise Parret. Cinq enfants sont issus du mariage, dont Georges (plus tard changé en Joris) était le plus âgé. Il est né vers cinq heures du matin le 20 octobre 1887. Il a fait ses études primaires à l'école Saint-Joseph de Vlamertinge. Après son école primaire, il est allé à l'école secondaire d'Ypres (Sint-Vincentiuscollege (Ypres)).

### Prêtre et évêque
Georges Six est ordonné prêtre pour la Congrégation du Cœur Immaculé de Marie (CICM) (appelés « scheutistes »), le 20 juillet 1915. Il est alors déjà au Congo belge depuis plus d'un an. Il exerce son ministère à Kangu, Boma, Muanda
et Léopoldville où il collabore avec Camille Van Ronslé (it), également scheutiste et premier vicaire apostolique de Léopoldville. Il rentre en Belgique de 1928 à 1930 où il exerce la fonction d'économe de la Congrégation scheutiste. Il repart pour le Congo Belge en 1930, d'abord à Boma, puis à Léopoldville. En octobre 1932, il est responsable de l'organisation d'un congrès catholique sous la présidence du délégué apostolique d'alors, Giovanni Dellepiane. 
Le 26 février 1934, le pape Pie XI le nomme vicaire apostolique de Léopoldville, le vicariat ayant été laissé vacant par la démission de Noël de Cleene, CICM, deux ans auparavant. Il reçoit alors le titre épiscopal de Baliana (de). 
Il rentre en Belgique le 10 avril 1934 pour y recevoir la consécration épiscopale qui lui est conférée le 14 mai 1934, en  la cathédrale Saint-Martin d'Ypres par Henricus Lamiroy, évêque de Bruges, assisté de Honoré-Joseph Coppieters, évêque de Gand et de Jozef Vanderhoven (de) [CICM], ordonné évêque deux semaines auparavant, vicaire apostolique de Boma.

### Mort
Georges Six administre le vicariat apostolique jusqu'à sa mort, survenue à Bruxelles le 22 novembre 1952 des suites d'une embolie. Il est enterré le 27 novembre 1952 dans le caveau des Missionnaires de Scheut, à Zuen. 

## Souvenir
- A Vlamertinge, la Sixplein a été nommée en son honneur et un portrait de Georges Six se trouve dans l'église Saint-Vaast.
- Les armoiries de Georges Six sont également visibles dans le hall d'entrée du Collège Saint-Vincent d'Ypres, là où il fit ses études.

### Sources
- (en) « Website not available », sur historischekranten.be (consulté le 31 décembre 2023)
- (nl) « Sixplein », sur onroerenderfgoed.be (consulté le 31 décembre 2023)